# Buddy MacKay
Kenneth Hood "Buddy" MacKay (Ocala, 22 de marzo de 1933-Oklawaha, 31 de diciembre de 2024) fue un político estadounidense. 

## Biografía
Miembro del Partido Demócrata, asumió la gobernación de Florida tras el deceso del gobernador Lawton Chiles a finales de 1998. Ocupó diversos cargos políticos, entre los que se incluyen, legislador estatal, miembro de la Cámara de Representantes, vicegobernador y enviado especial de Bill Clinton para las Américas.
Su familia se dedicaba al cultivo de frutas cítricas. En la década de 1950 sirvió en la Fuerza Aérea, para después enrolarse como estudiante de Derecho en la Universidad de Florida, donde se graduó. Su primer cargo público fue a la Cámara de Representantes de Florida en 1968, para después ser elegido como senador estatal en 1975. Entre 1983 y 1989, se desempeñó en la Cámara de Representantes de Estados Unidos. En 1988 intentó llegar al Senado, pero perdió frente al candidato republicano Connie Mack III.